# تيم لايبولد
تيم لايبولد (بالألمانية: Tim Leibold) (30 نوفمبر 1993 ببوبلينغين في ألمانيا - ) هو لاعب كرة قدم ألماني في مركز الدفاع. شارك مع منتخب ألمانيا تحت 20 سنة لكرة القدم. أما مع النوادي، فقد لعب مع نادي شتوتغارت ونادي نورنبرغ وفي إف بي شتوتغارت الثاني وSGV Freiberg ‏.

## وصلات خارجية
- تيم لايبولد على موقع الدوري الأمريكي (الإنجليزية)
- تيم لايبولد على موقع قاعدة بيانات كرة القدم.إي يو (الإنجليزية)
- تيم لايبولد على موقع بيانات كرة القدم. دي إي (الألمانية)
- تيم لايبولد على موقع Soccerway.com (الإنجليزية)
- تيم لايبولد على موقع عالم كرة القدم.نت (الإنجليزية)
- تيم لايبولد على موقع AS.com (الإسبانية)